# Gardner-Serpollet
La Société Gardner-Serpollet (anteriormente Société des Moteurs Serpollet Frères & Cie. y Société Anonyme des Générateurs à Vaporisation Instantanée Serpollet), fue un fabricante francés de automóviles, vehículos comerciales y tranvías con motor de vapor. El nombre de la marca hasta 1900 fue Serpollet, siendo Gardner-Serpollet a partir de entonces.

## Historia de la empresa

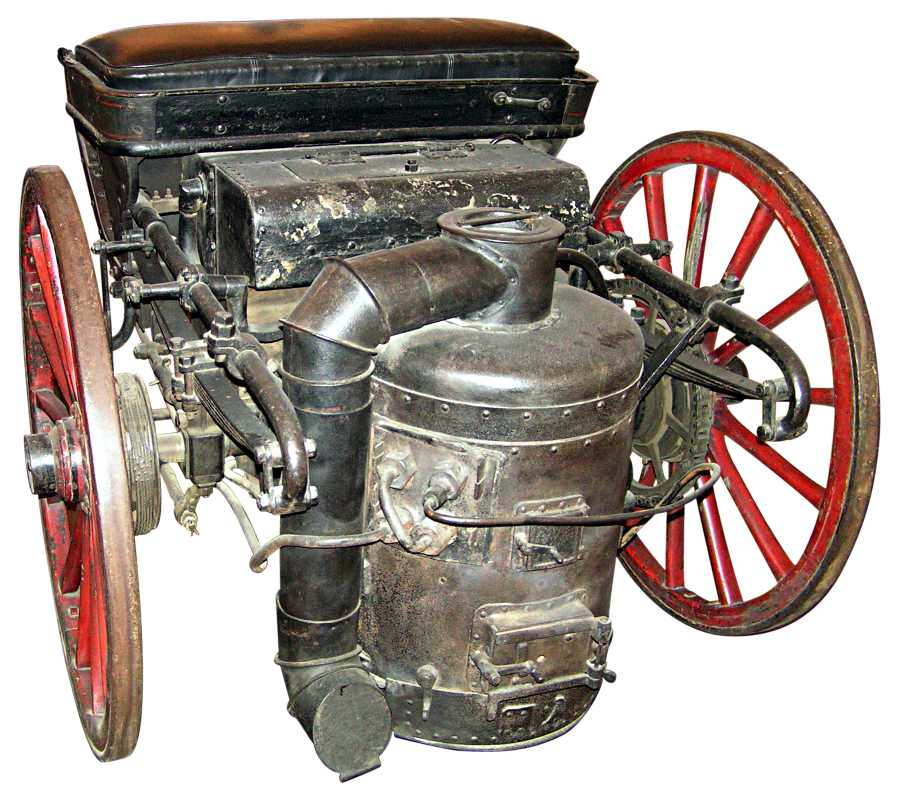
Triciclo Serpollet con motor de vapor (1888)

### Société des Moteurs Serpollet Frères & Cie.
Léon y Henri Serpollet fundaron la "Société des Moteurs Serpollet Frères & Cie" en París-Montmartre en 1886 con un socio, el industrial Larsonneaux, y comenzaron a desarrollar automóviles. En 1887 iniciaron un primer vehículo, que contaba con una motor monocilíndrico de un caballo potencia. Completado el 7 de mayo de 1888, Léon Serpollet alcanzó con él los 30 km/h.

### Sociedad anónima de generadores de vapor instantáneos Serpollet

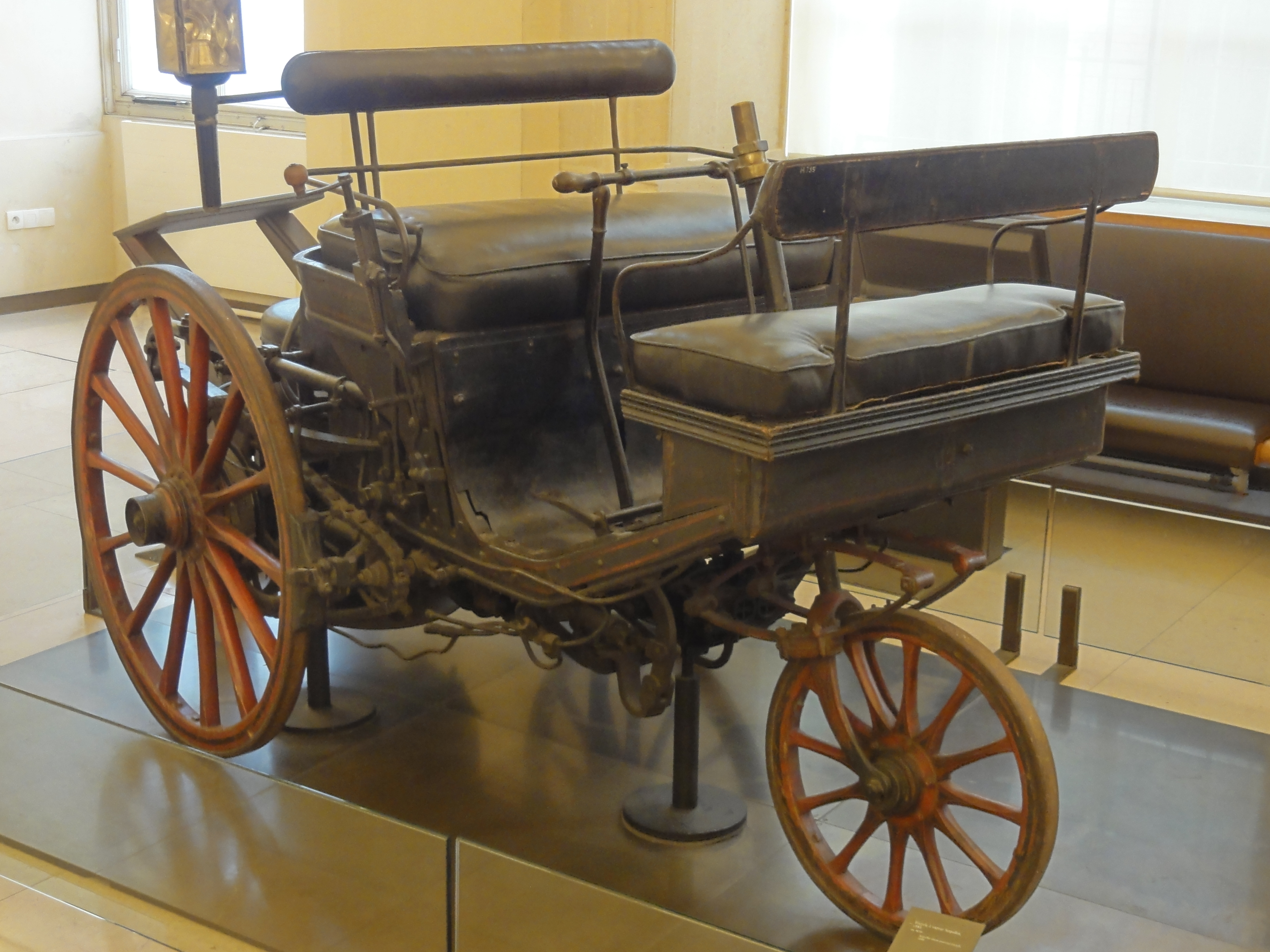
Triciclo a vapor Serpollet (ca. 1890)

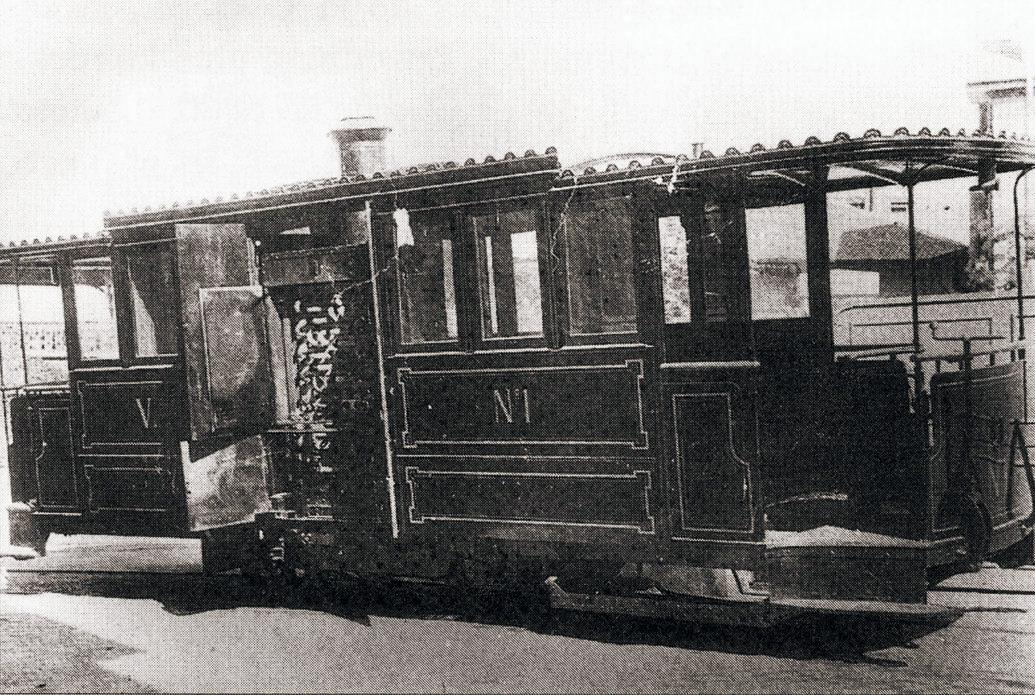
Automotor Serpollet en Ginebra (1889)

En 1888, los hermanos Serpollet se separaron de mutuo acuerdo. Henri quería continuar trabajando en los evaporadores rápidos en su localidad de origen, en Culoz (Ain), mientras que Léon consiguió en París financiación del banco Comptoir National d'Escompte como inversor adicional de su compañía, con el nombre de Société Anonyme des Générateurs à Vaporisation Instantanee Serpollet, con sede en la avenida de la Ópera 5. Mientras tanto, las instalaciones de producción permanecieron en su antigua ubicación.
Les Fils des Peugeot frères & Cie. en Valentigney y Société de l'Horme et de la Buire en Lyon se fundaron en el mismo año. Si bien La Buire no lo hizo hasta 1900, Peugeot fabricó cuatro triciclos en 1889 que se conocieron como Peugeot Tipo 1 pero no tuvieron sucesores propulsados por vapor.
La máquina de vapor inicialmente estuvo sometida a la competencia del motor de combustión interna. Serpollet respondió con nuevas aplicaciones, como autobuses y tranvías, que en ocasiones llegaron a ser muy populares. 
Sin embargo, pronto tuvo que hacer frente a un nuevo competidor, la tracción eléctrica, un sistema limpio y cada vez más fiable. A pesar de que sus productos se estaban volviendo más silenciosos, más versátiles y más potentes, a la larga no pudiron competir con los tranvías eléctricos. En 1898, los últimos modelos con motor de vapor salieron de la fábrica.
Serpollet mantuvo una planta de ensamblaje en el Reino Unido para evitar los altos aranceles de importación en ese país.

### Société Gardner-Serpollet

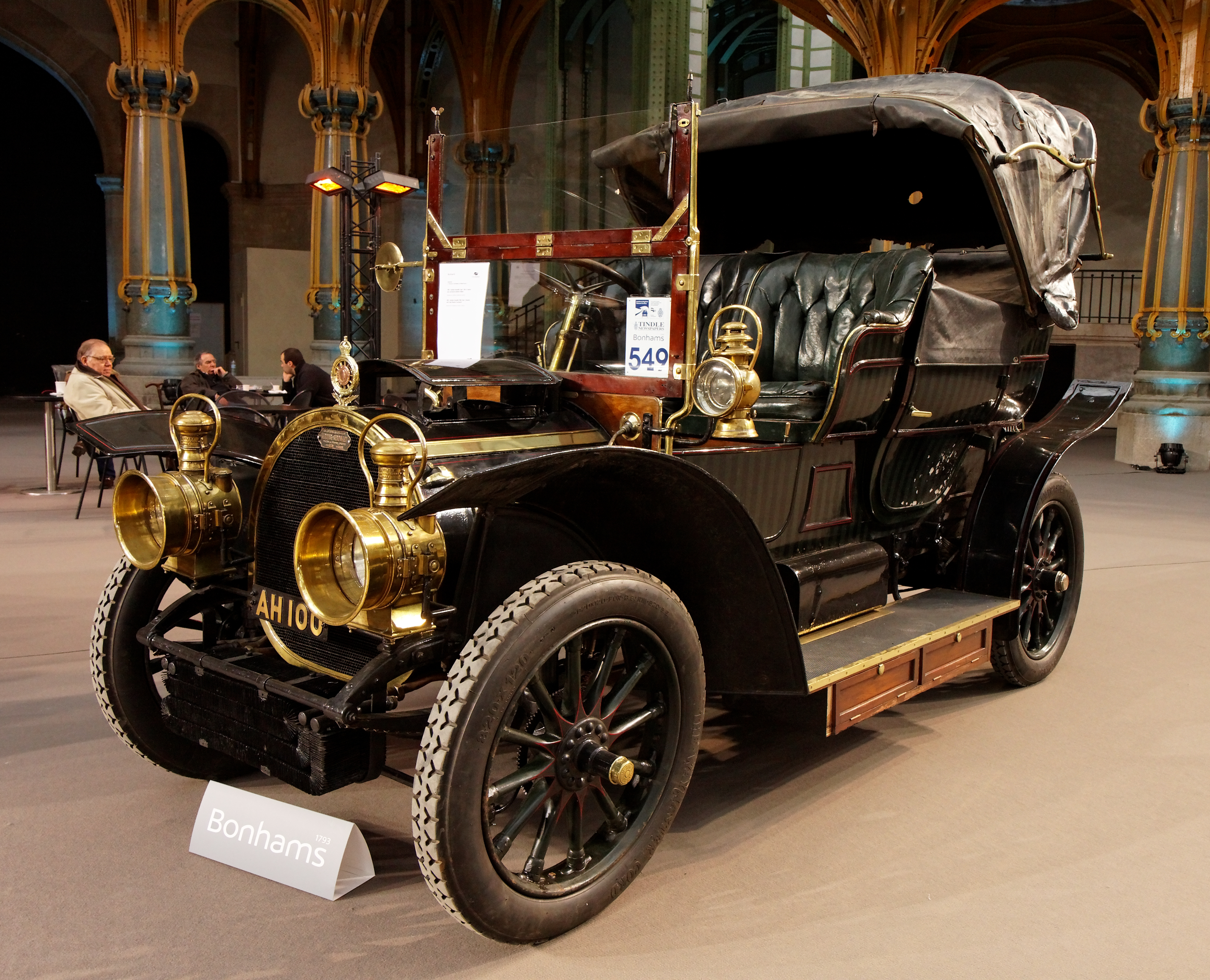
Gardner-Serpollet 18 CV Tipo L faetón, por Carrocerías Labourdette (1905)

En 1898, el empresario estadounidense Frank L. Gardner se unió a la empresa. Desde 1898 había producido en París el Gardner, un automóvil ligero con motor de combustión interna. Su considerable fortuna, sin embargo, se debía a sus negocios en minas de oro. La compañía de Serpollet fue reorganizada como "Société Gardner-Serpollet", y la marca pasó a ser "Gardner-Serpollet". Con los nuevos fondos, se compraron unas amplias instalaciones en la Rue Stendhal 9-11 en el XX Distrito de París. Dado que la antigua fábrica de automóviles de Gardner estaba en esta calle, se puede suponer que se trataba, al menos parcialmente, de sus locales anteriores. También es posible que Gardner hubiera adquirido su antigua empresa a Serpollet.
Por última vez, Serpollet mejoró su tecnología de vapor. Entre las innovaciones se encontraba un control automático del suministro de queroseno del quemador. El nuevo Gardner Serpollet también recibió carrocerías modernas y muy atractivas. Después de que De Dion-Bouton hubiera abandonado la construcción de automóviles de pasajeros a vapor, Gardner Serpollet fue el último fabricante importante en Francia que se mantuvo fiel al motor de vapor. Mientras tanto, se habían vendido patentes de la compañía relativas a la construcción de automóviles en general. En la Exposición Universal de París (1900), Gardner Serpollet recibió una medalla de oro por sus nuevos automóviles de pasajeros. El jurado consideró que su facilidad de uso, comodidad y rendimiento eran superiores a los de los vehículos de gasolina contemporáneos. Este reciente triunfo de la máquina de vapor fue seguido por un aumento a corto plazo de las ventas.
En 1906, se adquirió el pequeño fabricante de Milán Società Italiana Costruzione Automobili Ricordi-Molinari, reorganizado como Serpollet Italiana. La compañía producía principalmente automóviles y camionetas Serpollet bajo licencia, pero también construía una voiturette de gasolina.

### Darracq-Serpollet

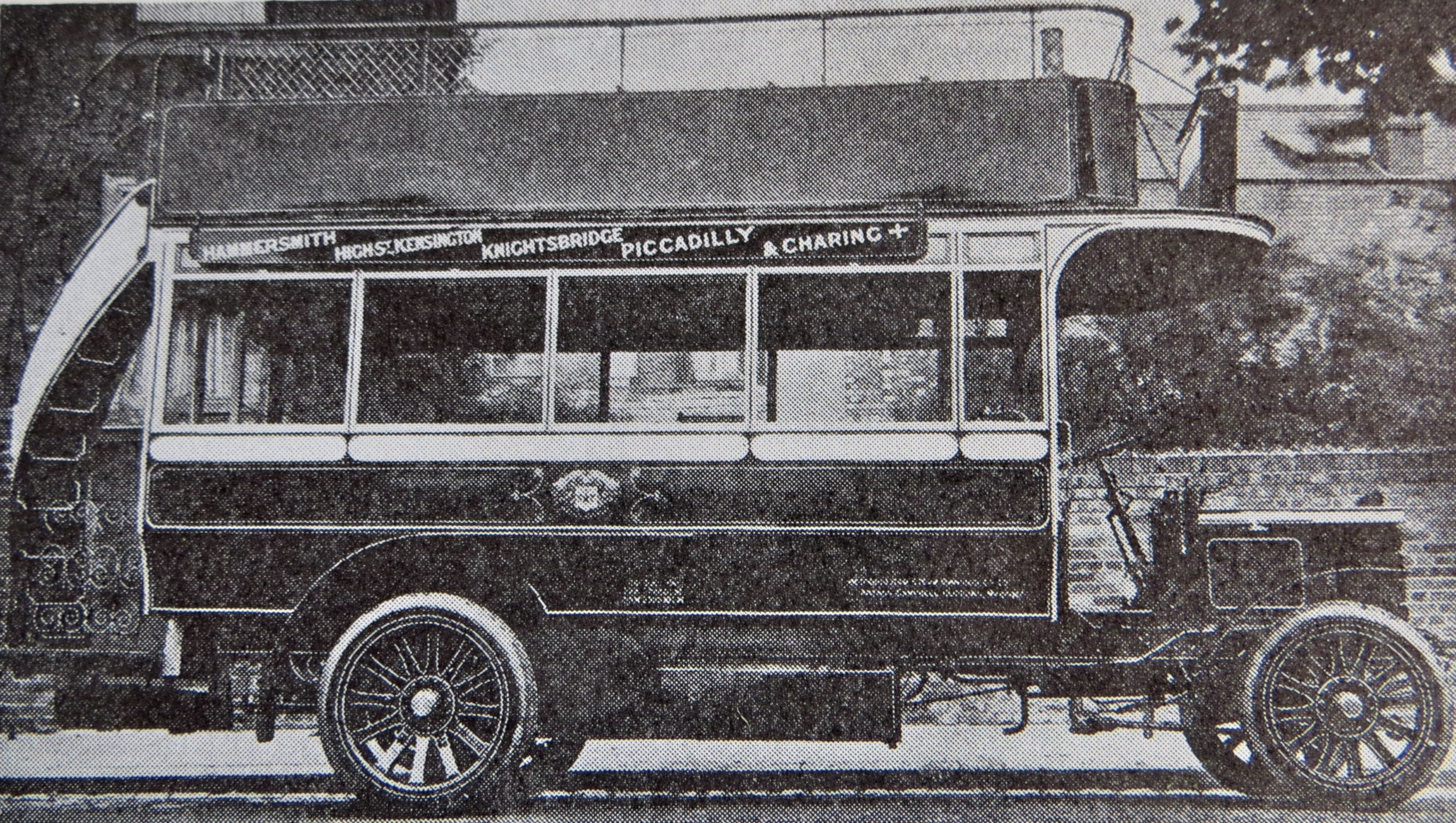
Autobús de vapor Darracq-Serpollet de la Metropolitan Steam Omnibus Co. (1907)

Los problemas financieros llevaron a tensiones entre Serpollet y Gardner, que en 1905 vendió sus acciones a Alexandre Darracq (1855-1931). En 1906 no se pudo vender un solo automóvil de pasajeros, pero los vehículos comerciales presentados en el Salón de París tuvieron una recepción muy positiva. En una prueba de fiabilidad de vehículos pesados organizada por el Ejército entre París y Marsella y viceversa, dos camiones y un autobús de la marca ocuparon los tres primeros lugares.
Darracq tenía grandes planes con la compañía, pero se limitaban a la construcción de vehículos comerciales. Los desarrollos correspondientes se aceleraron y se construyó una nueva fábrica en Suresnes para su producción junto a la planta de Darracq Inglaterra. Sin embargo, Léon Serpollet ya no pudo ver la culminación de estos planes, porque murió en febrero de 1907 a la edad de 52 años, víctima de un cáncer de laringe.
En el primer año se produjeron 1000 chasis Darracq Serpollet, incluido un número mayor de autobuses. La producción de vehículos de vapor terminó poco después.

## Vehículos

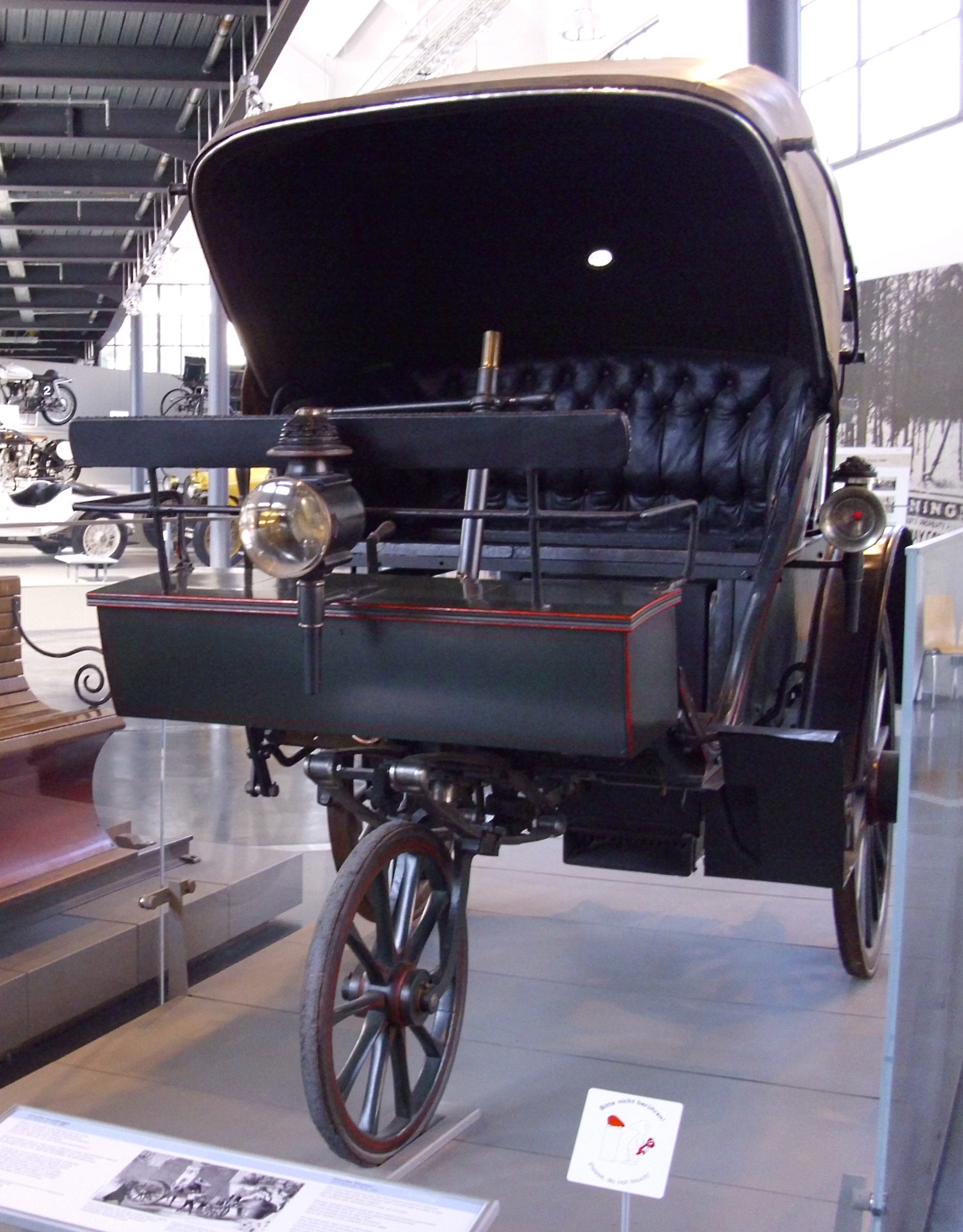
Triciclo Serpollet 4 CV con caldera Serpollet (1891)

### Triciclos
La compañía produjo inicialmente solo triciclos de vapor, probablemente debido a que la dirección era mucho más fácil de diseñar. La caldera Serpollet, patentada en 1881, se mejoró significativamente hasta 1886, lo que redujo significativamente los costos de construcción y el tiempo de calentamiento. En 1888, se introdujo una caldera con varias espirales por las que circulaba el agua, mejorando la eficacia de su evaporación.
Una versión de 1889 fue comercializada por la compañía Les Fils des Peugeot frères en Valentigney bajo licencia como Peugeot Tipo 1. Léon Serpollet y Ernest Archdeacon (1863-1950) condujeron uno de estos vehículos entre París y Lyon en enero de 1890 para asistir a una reunión de negocios. El arduo viaje, interrumpido por numerosos problemas, pudo haber sido el primer viaje de negocios motorizado de la historia.
En 1891 apareció un triciclo de siete plazas con motor de dos pistones, que se lanzó al año siguiente en una versión mejorada como el último vehículo de tres ruedas, previsto para alcanzar 25 km/h.

### Automóvil

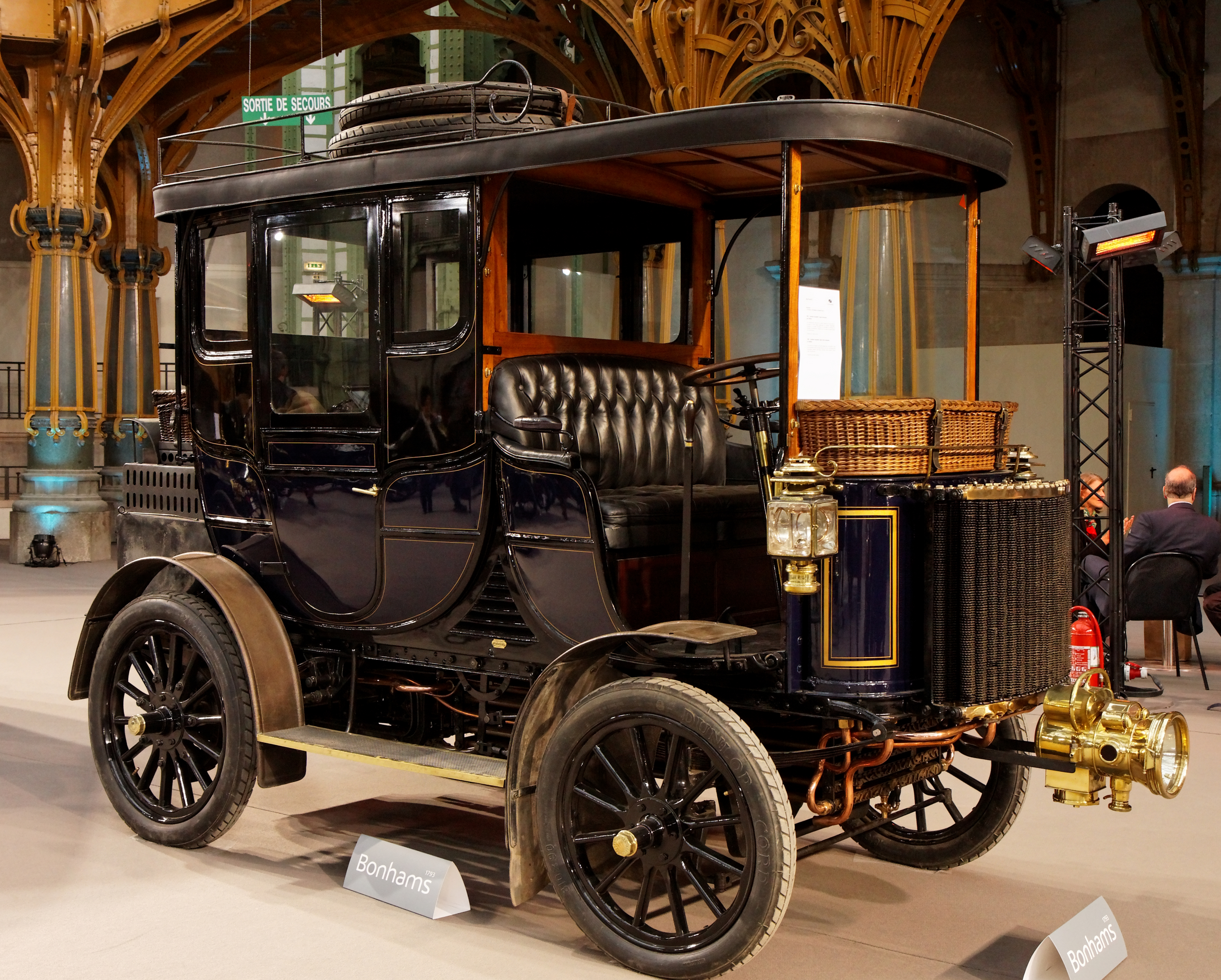
Gardner-Serpollet, Cupé-Limusina por Jacques Kellner (1905)

En el mismo año, se introdujeron por primera vez vehículos Serpollet con cuatro ruedas, primero un faetón con un paralelogramo de dirección. De este automóvil, se vendieron alrededor de doce unidades. Como todos los automóviles posteriores de la compañía, tenía dos ejes rígidos y ballestas semielípticas.
En 1892, Serpollet lanzó un faetón doble con un condensador de vapor, que permitía devolver parte del agua evaporada al ciclo del motor. Después de haber usado los tubos de cobre por un corto tiempo, Serpollet regresó a los tubos de hierro con este modelo. Sin embargo, los tubos sinusoidales fueron reemplazados por una construcción en forma de T. Lo más importante fue que el combustible se pasó de carbón a queroseno.
En 1896, se introdujo la dosificación automática de la combustión de petróleo por medio de una bomba de doble efecto, lo que redujo los costos de operación.
El modelo 5 CV se lanzó al mercado en 1900, seguido en 1901 por el 8 CV con motor V4, así como por los modelos para la Feria Mundial: el 6 CV (Voiturette), 9 CV (sedán) y 12 CV (gran tourer) con un motor con dos pares de pistones opuestos y horizontales. De haberse tratado de un motor de combustión interna, se podría hablar de un motor V4-bóxer. El rendimiento dependía del número de tubos en el generador de vapor.
En 1903 aparecieron los modelos 15 CV y Simplex, con motores de cuatro cilindros. En 1904 les siguió el Tipo L 18 CV, una versión mejorada del 15 CV y el 40 CV, ambos con alimentación automática de combustible. El último modelo fue el 40 CV con motor de seis pistones introducido en 1906.

### Vehículos comerciales y tranvías
La producción de camiones comenzó en 1893, principalmente vendidos al ejército francés. A finales de este año, el primer tranvía Serpollet se entregó a la Compagnie des Tramways de Paris. Su desarrollo y su posterior éxito llevaron al hecho de que entre 1891 y 1895 apenas se fabricaron automóviles privados Serpollet.

## Competiciones y un récord mundial

### Carrera París-Rouen 1894
El 22 de julio de 1894, tuvo lugar la histórica carrera para coches "sin caballos" de París a Ruan. El organizador fue el periódico Le Petit Journal. El evento es la primera carrera de automóviles "real" de la historia. La ruta recorrió más de 127 km. Se inscribieron finalmente 21 vehículos, entre ellos cuatro Serpollet. El más rápido fue el conde Jules-Albert de Dion (1856-1946), con un automóvil de vapor De Dion, Bouton & Trépardoux, delante de dos coches con motores de gasolina. El segundo coche de vapor clasificado fue el Serpollet de Maurice Le Blant, que había terminado en el puesto 15, 3 horas y 55 minutos después que el conde de Dion. El segundo Serpollet al final fue el ómnibus de Ernest Archdeacon, que invirtió en el recorrido 13 horas exactamente, y se convirtió en el decimoséptimo en llegar. El De Prandières y el ómnibus Chastel & David-Serpollet de Étienne le Blant no llegaron a la línea de meta.
Con todo, el coche de vapor se mostró muy competitivo en esta primera carrera de coches.

Competición del 'Petit Journal' de Carros sin Caballos, París-Ruán (Le Petit Journal, 22 de julio de 1894)
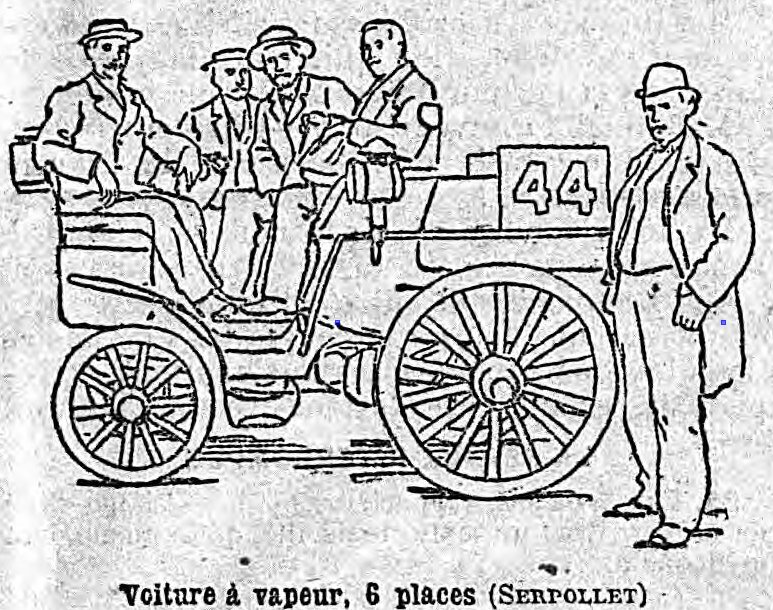
Serpollet Coche de vapor Prandiéres no ha terminado.
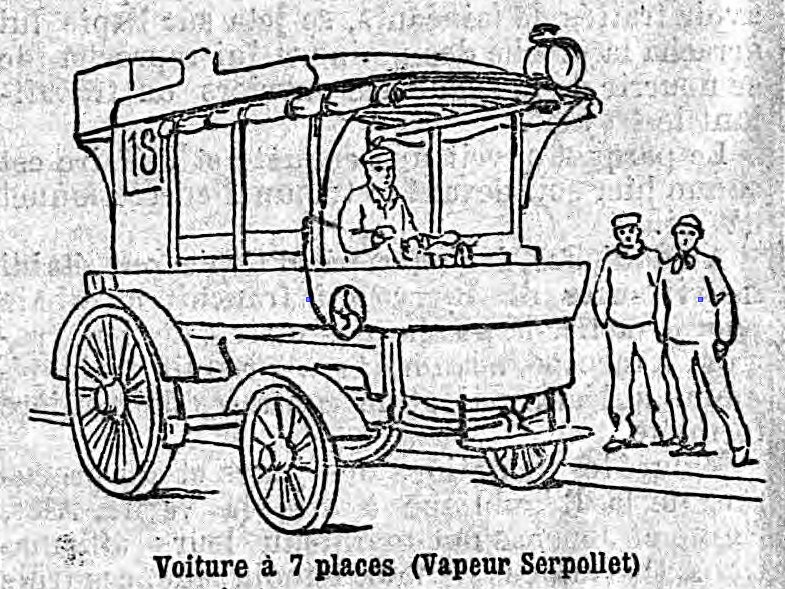
Serpollet Coche de vapor con 7 asientos Ernest Archdeacon finaliza 16.
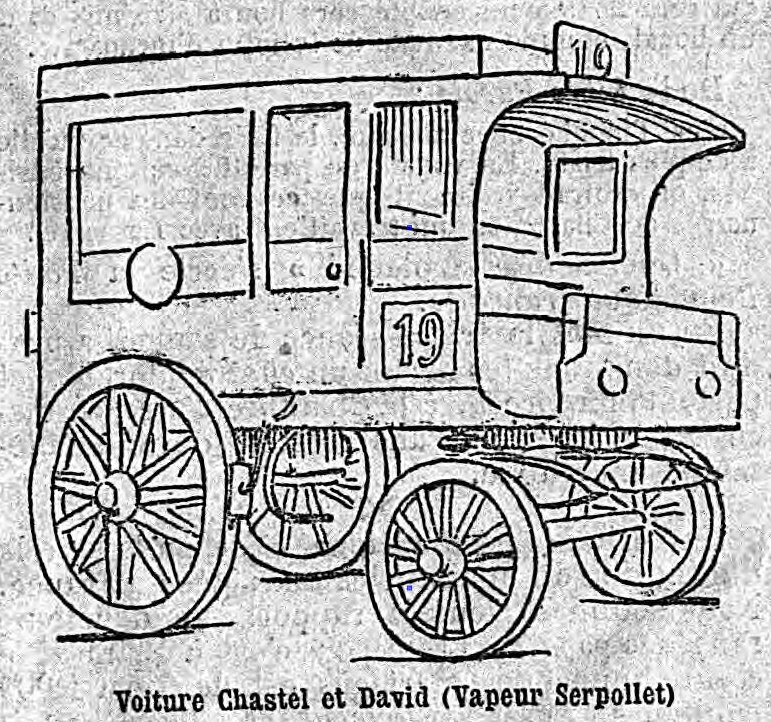
Chastel y David Serpollet Coche de vapor Étienne le Blant no ha terminado.

### Récord mundial
Con motivo de la primera edición de la "Copa Rothschild" en Niza en 1901, Serpollet completó el kilómetro lanzado a 100,55 km/h. El kilómetro lanzado fue un récord muy popular hasta la década de 1950 en la categoría de deportes de motor. La velocidad se calculaba a partir del tiempo de paso por dos puntos de cronometraje situados exactamente a un kilómetro con el vehículo previamente acelerado.
En el Paseo de los Ingleses de Niza, el 13 de abril de 1902, Léon Serpollet logró el récord de velocidad en tierra con un registro de 120,797 km/h al volante de un coche de vapor hecho a la medida, con casi 100 caballos de potencia, siendo el primer vehículo no eléctrico de la historia en conseguirlo. Solo una vez más, después de la marca conseguida por el vehículo de Léon Serpollet (denominado por su forma Œuf de Pâques-"Huevo de Pascua"), fue posible establecer un nuevo récord mundial con un coche de vapor. Fred Marriott consiguió batir el récord en Daytona Beach con el Stanley Rocket, circulando a a 121,57 mph (195,647 km/h) el 26 de enero de 1905.
Los vehículos también se usaron en carreras de automóviles en ruta, como la prueba París-Madrid de 1903 y el Trofeo Gordon Bennett de 1904, pero con poco éxito.

## Cifras de producción de automóviles
Entre 1900 y 1904 se produjeron alrededor de 100 unidades anualmente, convirtiéndose en el mayor fabricante de automóviles de vapor en Europa. En comparación, Locomobile produjo en Estados Unidos 2.750 vehículos tan solo en 1902.

## Vehículos comerciales y tranvías

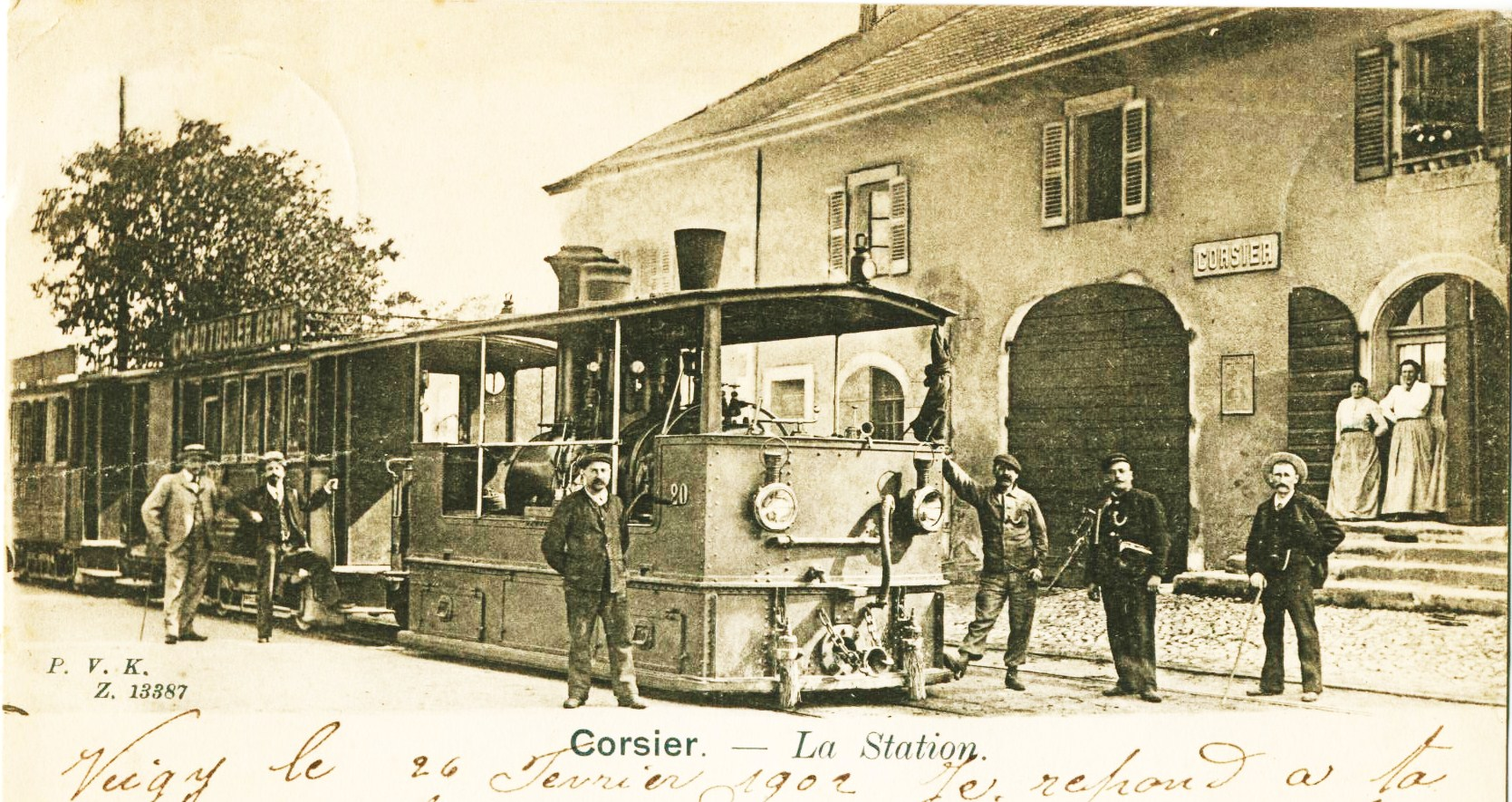
Tranvía Serpollet de Ginebra (Corsier, Suiza).

La producción de vehículos comerciales comenzó en 1893 y se volvió cada vez más importante para los fabricantes de vehículos de vapor en general. Uno de los primeros clientes de Serpollet-Camions fue el ejército francés.
Léon Serpollet interpretó correctamente las señales de que los motores de explosión prevalecerían en los automóviles particulares, por lo que intensificó el trabajo en los tranvías de vapor. En 1893, la Gran Compagnie Générale des Omnibus de Paris encargó más de 250 tranvías Serpollet. El primero de ellos operó desde 1893 en la capital de Francia, y muy pronto se agregaron muchas más ciudades francesas, así como Berlín, Stuttgart y Ginebra. Los tranvías Serpollet se vendieron incluso hasta en Japón. Después de la supresión de los vehículos propulsados para el ferrocarril en 1898, se dispuso de una mayor capacidad para la división de vehículos comerciales. Gardner-Serpollet trajo las mejoras técnicas en esta área, diseñando autobuses innovadores. Hubo una competencia aún más dura aquí que en la construcción de automóviles, que comenzaba a desmoronarse. Por ejemplo, De Dion-Bouton fabricó hasta 1904 vehículos comerciales con motor de vapor, siendo también un rival en la división de autobuses, aunque estos vehículos ya habían recibido motores de gasolina anteriormente.
La Société Gardner-Serpollet era partidaria de demostrar el rendimiento de sus vehículos en pruebas de fiabilidad y en ocasiones similares. El 16 de febrero de 1905, un autobús ocupado con 17 personas subió a Montmartre en París con publicidad de la marca.

## Galería

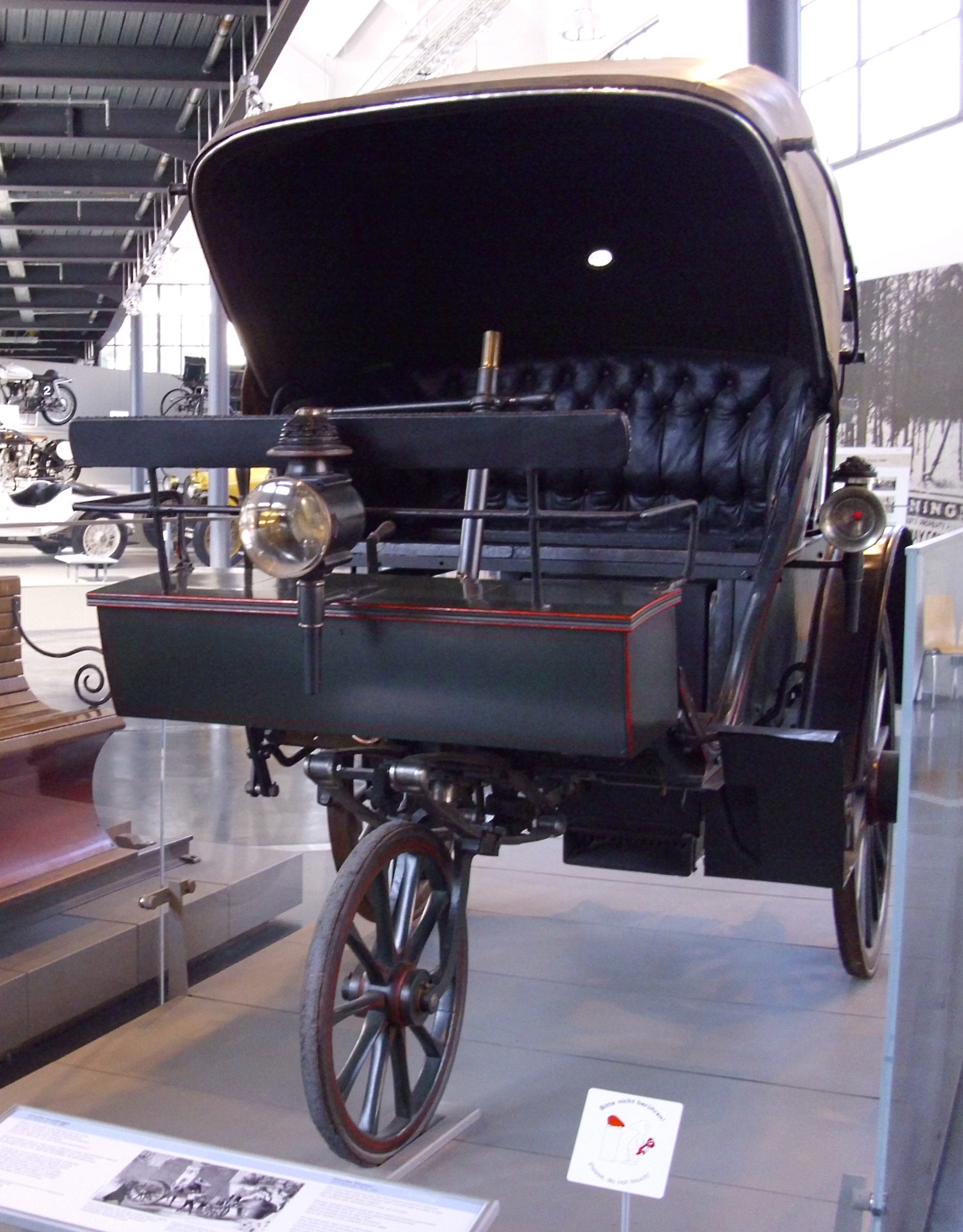
Serpollet (1891)
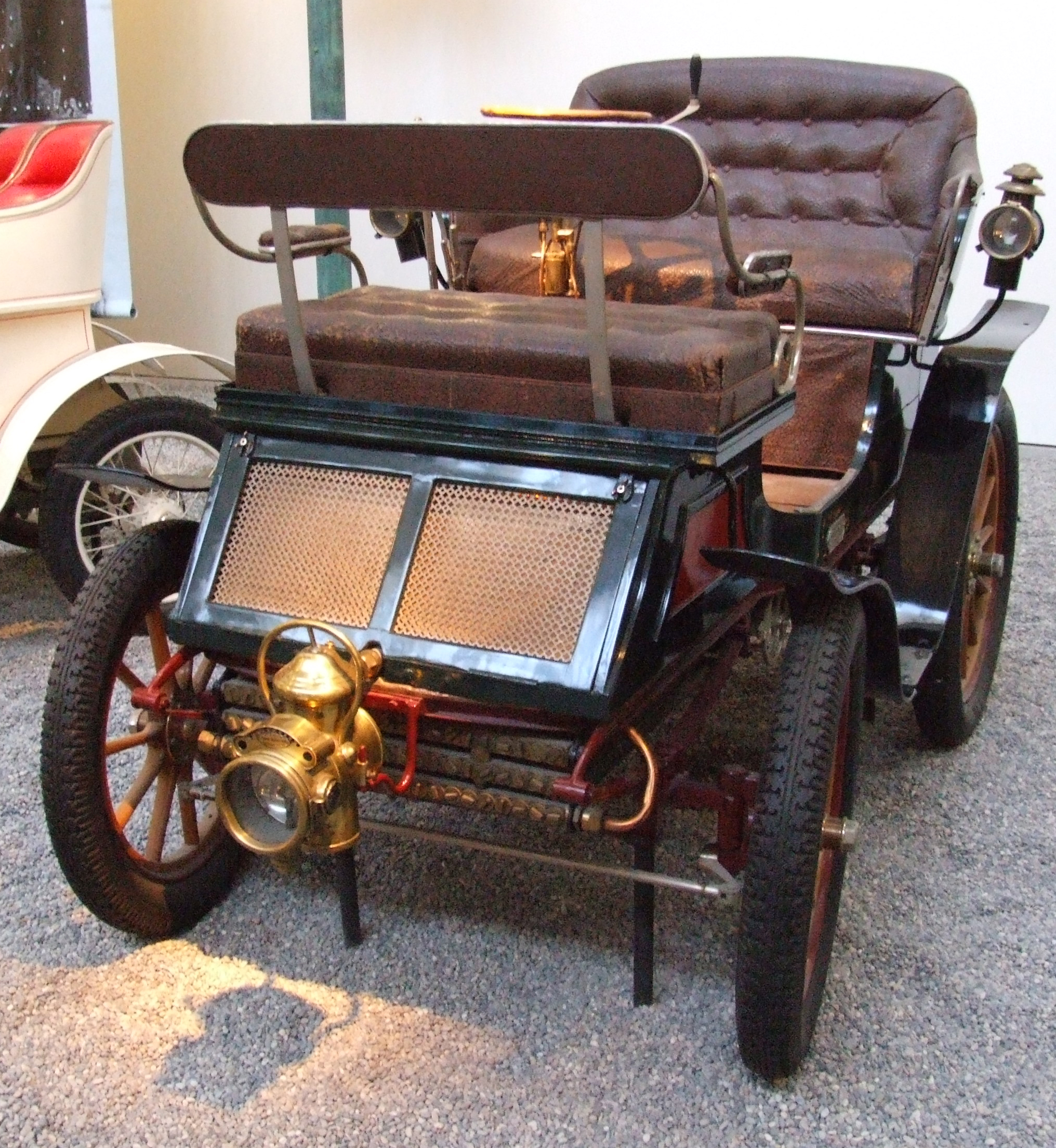
Gardner-Serpollet Vis-a-Vis Tipo D (1901)
Gardner-Serpollet Biplaza Course Tipo H (1902)
Gardner-Serpollet Double Phaeton Tipo A (1902)
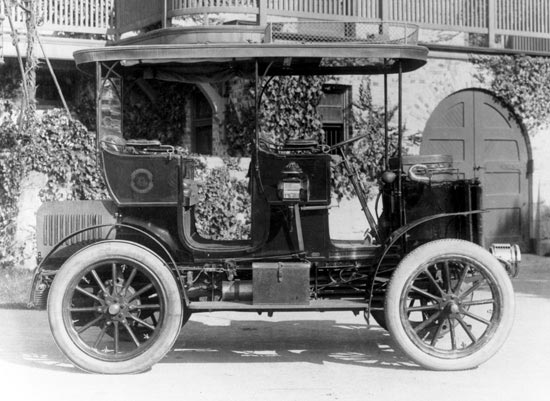
Gardner-Serpollet (1903)
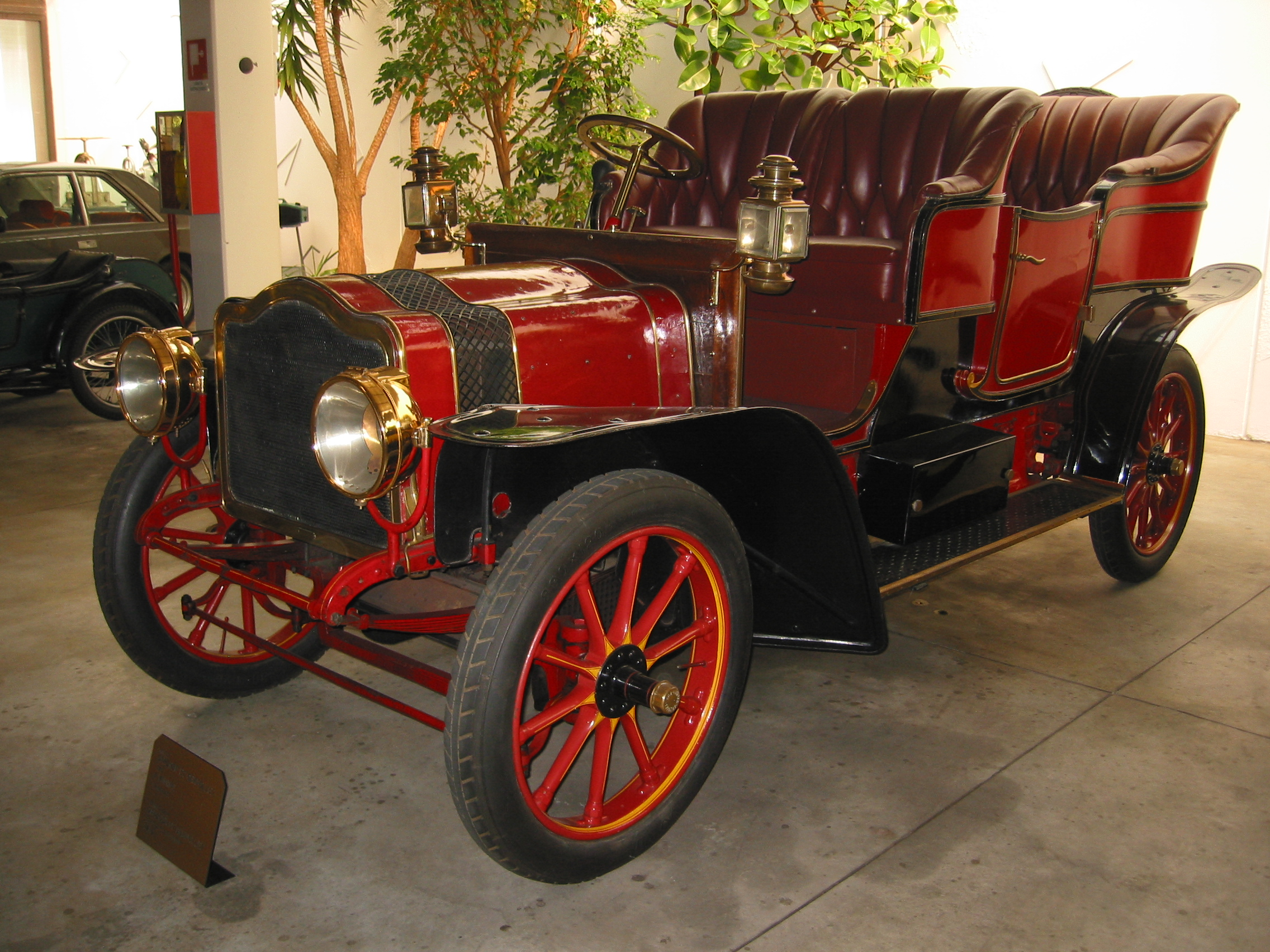
Gardner-Serpollet (1906)